# SourceOECD
In der Online-Bibliothek SourceOECD befanden sich alle seit 1998 erschienenen OECD-Veröffentlichungen. Source OECD enthielt Daten aus 40 statistischen Datenbanken der OECD, aber auch ca. 20 Zeitschriften und knapp 2000 Bücher und Reports der OECD seit 1998 im Volltext. 2010 wurde SourceOECD durch die neue OECD iLibrary ersetzt.
Sämtliche Bücher und Artikel standen im Volltext als PDF-Dokument zur Verfügung. Mit Hilfe der Suchfunktionen konnte man einzelne Titel recherchieren, online durchblättern und bei Interesse herunterladen. Außerdem hatte man Zugang zu den renommierten Statistiken der OECD. Dabei bestand die Möglichkeit, die Daten nach individuellen Anforderungen zu sortieren und maßgeschneiderte Tabellen und Grafiken zu erstellen.

## Zugriff auf die Bibliothek
SourceOECD war generell kostenpflichtig. Es gab diverse Institutionen und Firmen im deutschsprachigen Raum mit unbeschränktem Zugang. Dazu gehörten auch einige Bibliotheken und Universitäten. Außerdem hatten Verwaltungs- und Regierungsinstitutionen der Mitgliedstaaten freien Zugriff.

## Abonnements
SourceOECD teilte sich in drei Bereiche: Bücher, Zeitschriften und Statistiken.
Es konnte zwischen dem Komplettpaket und verschiedenen Teilabonnements (zum Beispiel nur Statistiken) gewählt werden. Des Weiteren wurden Abonnements zu bestimmten Themenbereichen angeboten. Diese erlaubten den Zugang zu sämtlichen Büchern, Zeitschriften und Datenbanken eines Fachgebiets. Solche Themen-Abonnements waren in den folgenden Bereichen erhältlich:
- Allgemeine Wirtschaftsfragen
- Beschäftigung und Arbeitsmarkt
- Bildung
- Energie
- Entwicklungspolitik
- Finanzen und Investitionen / Versicherung und Renten
- Forschung und Informationstechnologie
- Governance
- Handel
- Industrie und Dienstleistungen
- Kernenergie
- Landwirtschaft und Ernährung
- Räumliche Entwicklung
- Sozialpolitik / Migration / Gesundheit
- Steuern
- Umwelt
- Verkehr

## Vorteile von SourceOECD
Als Vorteile wurden angegeben:
Unbegrenzter 24-Stunden-Service, sieben Tage pro Woche, direkter Zugriff auf Daten und Texte, die Erstellung von individuellen Tabellen und Grafiken, komfortable Suchfunktion mit Volltextsuche, die Speicherung von Suchanfragen, direkte Verknüpfung von Text und Excel-Tabellen (StatLinks) und der einfache Zugang (Autorisierung per IP-Adresse oder Passwort).